# Джеффрі Епштайн
Дже́ффрі Е́двард Епшта́йн (англ. Jeffrey Edward Epstein; нар. 20 січня 1953, Бруклін, Нью-Йорк, США — пом. 10 серпня 2019, Нью-Йорк, США) — американський фінансист, філантроп і сексуальний злочинець. Почав кар'єру у галузі фінансів в інвестиційному банку Bear Stearns, згодом заснував власну фірму J. Epstein & Co.
2008 року був заарештований і визнав себе винним за двома звинуваченнями в організації проституції. Засуджений за зґвалтування 14-річної дівчини; 13 місяців перебував під арештом, після чого був звільнений за угодою про визнання провини, коли федеральні посадові особи визнали його жертвами 36 неповнолітніх дівчат, яким Епштайн у межах мирових угод виплатив від $50 000 до $1 млн. Угоду про визнання провини уклав Александер Акоста, тодішній прокурор США південного округу Флориди, який погодився надати Епштайну імунітет від усіх федеральних кримінальних звинувачень. Епштайн був знову заарештований 6 липня 2019 року за федеральним звинуваченням у торгівлі неповнолітніми у Флориді та Нью-Йорку.
У суботу 10 серпня 2019 року знайдений мертвим у своїй камері.

## Ранній період життя
Джеффрі Епштайн народився 1953 року в Брукліні (Нью-Йорк, США) в єврейській родині. Батьки — Полін (до шлюбу Столофскі, 1918—2004) і Сеймур Джі Епштайн (1916—1991). Батьки одружилися 1952 року, незадовго до його народження. Полін була шкільною помічницею і домогосподаркою. Сеймур Епштайн працював у Департаменті парків та відпочинку Нью-Йорка садівником. Джеффрі був старшим з двох братів. Він і його брат Марк виросли в бруклінському мікрорайоні Сігейт. 1967 року Епштайн відвідував Національний музичний табір в престижному Центрі мистецтв Інтерлошен (Мічиган). 1969 року, у віці 16 років, він закінчив старшу школу Лафаєт у Брукліні, пропустивши два класи. Пізніше, того ж року, він вступив до коледжу «Купер-юньйон» (Іст-Віллідж, Нью-Йорк). Восени 1971 року Епштайн почав відвідувати Курантівський інститут математичних наук при Нью-Йоркському університеті, але 1974 року покинув його, не отримавши диплома.

## Кар'єра
Трудову кар'єру Епштайн розпочав у підготовчій школі до Делтонівського коледжу у Мангеттені, у якому з 1974 до 1976 роки викладав математичний аналіз і фізику. 1976 року Епштайн перейшов до інвестиційного банку Bear Stearns трейдером опціонів, де працював у відділі спеціальних продуктів, консультуючи клієнтів з високим рівнем доходу за податковим стратегіям. Домігшись успіху, 1980 року Епштайн став обмеженим партнером у Bear Stearns, а рік по тому залишив банк.
У серпні 1981 року Епштайн заснував власну консалтингову фірму International Assets Group Inc. (I. A. G.), що надавала клієнтам допомогу у поверненні вкрадених нечистими на руку брокерами та юристами грошей. Епштайн описував цю роботу як полювання за головами високого рівня. За його словами, іноді він консультував уряди і дуже багатих людей, допомагаючи їм повернути вкрадені кошти, водночас деколи він вів справи з клієнтами, які привласнювали чужі кошти.
1987 року Стівен Гоффенберг найняв Епштайна як консультанта своєї компанії Tower Financial Corporation, колекторського агентства, котре скуповувало борги приватних осіб перед лікарнями, банками, телефонними компаніями Вони познайомилися в Лондоні в 1980-х роках через Дугласа Ліза, оборонного підрядника, і Джона Мітчелла, колишнього генерального прокурора.. За консультаційну роботу Епштайнові платили 25 000 доларів на місяць. Одне з перших завдань Епштайна у Гоффенберга полягало в тому, щоб реалізувати те, що пізніше виявилося невдалою пропозицією купівлі Pan American World Airways 1987 року і Emery Air Freight Corp 1988 року. Гоффенберг і Епштайн тісно співпрацювали і багато подорожували по всьому світу. 1993 року Tower Financial Corporation було викрито як одну з найбільших фінансових пірамід в американській історії, в результаті діяльності якої інвестори втратили більше $450 млн. У своїх свідченнях Гоффенберг стверджував, що Епштайн брав участь в шахрайській схемі. Однак Епштайн покинув компанію до скандалу, і його ніколи не звинуватили в безпосередній участі в цьому шахрайстві.
Того ж 1987 року Джеффрі заснував власну фірму з управління фінансами J. Epstein & Co. Компанію було створено для управління активами клієнтів з власним капіталом понад $1 млрд. Головним публічно відомим клієнтом J. Epstein & Co був друг і покровитель Епштайна Леслі Векснер, магнат у сфері роздрібної торгівлі, голова і генеральний директор корпорації L Brands (раніше Limited Brands). Незабаром після знайомства з Векснером 1986 року, Епштайн став його фінансовим радником і обійняв посаду тимчасового повіреного в справах. До 1995 року Епштайн був директором Векснерського фонду (англ. Wexner Foundation) і Векснерського фонду спадщини (англ. Wexner Heritage Foundation). Також він був президентом компанії Wexner's Property, яка розвивала місто Нью-Олбані (Огайо), в якому проживав Векснер. Хоча Джеффрі ніколи не працював в L Brands, він часто листувався з керівниками компанії. Також він часто відвідував покази мод Victoria's Secret, приймав моделей у своєму нью-йоркському будинку і допомагав молодим моделям працювати в компанії. 1996 року Епштайн змінив назву своєї фірми на Financial Trust Company і, заради податкових переваг, перереєстрував її на острові Сент-Томас (Віргінські острови США).
2003 року Епштайн вирішив придбати журнал New York Magazine. Серед інших претендентів на купівлю були виконавчий директор з реклами Донні Дойч, колишній власник маркетингової компанії Deutsch Inc., інвестор-мільярдер Нельсон Пельтц, медіа-магнат і видавець New York Daily News Мортімер Цукерман, а також кінопродюсер Гарві Вайнштайн. Урешті-решт часопис придбав Брюс Вассерштайн, інвестиційний банкір з Волл-стріт, який заплатив $55 млн. 2004 року Епштайн і Цукерман виділили до $25 млн на фінансування журналу про знаменитостей і поп-культурі Radar, ставши рівноправними партнерами в цьому бізнесі.
2015 року ізраїльська газета Haaretz повідомила, що J. Epstein & Co інвестувала в стартап, очолюваний колишнім прем'єр-міністром Ізраїлю Егудом Бараком.

## Кримінальна справа

### Початок розслідування (2005—2006)
У березні 2005 року жінка звернулася до поліцейського управління міста Палм-Біч (Флорида) і повідомила, що її 14-річна падчерка була привезена в особняк Епштайна старшою дівчинкою. Там їй нібито заплатили 300 доларів за роздягання і масаж Епштайна. Вона нібито роздяглася, але вийшла від Епштайна в нижній білизні. Поліція почала 11-місячне таємне розслідування щодо Епштайна, після чого був проведений обшук в його будинку. ФБР також взяло участь у розслідуванні; згодом поліція стверджувала, що Епштайн заплатив кільком дівчатам за здійснення з ними сексуальних дій. Інтерв'ю з п'ятьма потенційними жертвами і 17 свідками під присягою, стенограми старшої школи та інші предмети, знайдені в сміттєвому відрі будинку Епштайна, показали, що деяким з причетних дівчат було менше 18 років. Поліція під час обшуку будинку Епштайна виявила дві приховані камери і велику кількість світлин дівчат по всьому будинку, деяких з яких поліція опитала в ході розслідування.
The International Business Times повідомила, що документи, подані в судовому процесі 2006 року, стверджують, що Епштайн встановив приховані камери у багатьох місцях у своєму будинку для запису сексуальних дій з неповнолітніми дівчатами відомими людьми в злочинних цілях, таких як шантаж. Епштайн нібито «забезпечував» дівчатами впливових людей, щоб справити їм задоволення, а також щоб отримати інформацію для можливого шантажу. 2015 року стало відомо, що серед одних з найвпливовіших відвідувачів в особняку Епштайна був, зокрема, принц Ендрю, герцог Йоркський Колишній співробітник сказав поліції, що Епштайну робили масаж тричі на день.. Врешті ФБР отримало заяви від 36 дівчаток, чиї звинувачення на адресу Епштайна включали в себе часткові дані.
У травні 2006 року поліція Палм-Біч заявила, що Епштайну слід пред'явити звинувачення за чотирма пунктами звинувачення в сексі з неповнолітніми та ще одному за звинуваченням у розбещенні. Прокурор штату скликав велике журі округу Палм-Біч. Тоді начальник поліції Палм-Біч Майкл Рейтер звинуватив прокурора в тому, що він надто поблажливий, і зіграв важливу роль у передачі справи до ФБР. Велике журі повернуло одне звинувачення у скоєнні кримінального злочину за проституцію, в якому Епштайн не визнав себе винним у серпні 2006 року.

### Угода про відмову від кримінального переслідування (2007—2008)
Розслідування ФБР призвело до звинувачення на 53 сторінках, представленого федеральному великим журі. Александер Акоста, тодішній прокурор США Південного округу Флориди, погодився укласти угоду про надання імунітету від всіх федеральних кримінальних звинувачень Епштайна разом з чотирма названими співучасниками і будь-якими неназваними „потенційними співучасниками“. Згідно з „Маямі геральд“, угода про відмову від судового переслідування „по суті закрила триваюче розслідування ФБР про те, чи було більше жертв та інших впливових людей, які брали участь у сексуальних злочинах Епштайна“. У той час це призупинило розслідування і спростувало обвинувальний висновок. Miami Herald писала: „Акоста погодився, незважаючи на федеральний закон про зворотне, що угода буде прихована від жертв“. Епштайн погодився визнати себе винним за звинуваченням у примушенні до проституції, зареєструватися як сексуальний злочинець і виплатити компенсацію трьом десяткам жертв, виявлених ФБР. Британська газета The Guardian повідомила: „Незважаючи на це, уряд США в кінцевому підсумку погодився дозволити Епштайну визнати себе винним лише за одним пунктом звинувачення в примусі до проституції неповнолітньої дівчинки за законом штату Флорида <…> Епштайн погодився не оскаржувати цивільні позови, подані 40 жінками, ідентифікованими ФБР, але уникнув судового переслідування, яке могло помістити його у в'язницю до кінця його життя“.
Угода була оголошена незаконною в лютому 2019 року через те, що жертви не були повідомлені про неї.

### Засудження і винесення вироку (2008—2011)
У червні 2008 року, після того, як Епштайн визнав себе винним за звинуваченням штату (одного з двох) у примушенні до проституції дівчини до 18 років, він був засуджений до 18 місяців тюремного ув'язнення. Замість того, щоб вирушити до в'язниці штату, як і більшість засуджених за сексуальні злочини у Флориді, Епштайн був розміщений в окремому крилі в'язниці округу Палм-Біч. Йому було дозволено працювати в його офісі в центрі міста до 12 годин на день 6 днів на тиждень. Він відсидів 13 місяців, після чого був звільнений на рік випробувального терміну. Під час випробувального терміну йому дозволили численні поїздки на його корпоративному літаку в його місця проживання в Мангеттені і на американських Віргінських островах.
При звільненні Епштайн був зареєстрований у штаті Нью-Йорк як сексуальний злочинець третього рівня (високий ризик повторного злочину), довічно. Епштайн був зареєстрованим сексуальним злочинцем з 2008 року.

### Реакції
Угода про імунітет і поблажливе ставлення до Епштайна викликали протиріччя в суспільстві. Шеф поліції Палм-Біч звинуватив штат у наданні Епштайну пільгового режиму, а Miami Herald написала, що прокурор США Акоста дав Епштайну „угоду на все життя“. Після того, як звинувачення стали надбанням гласності, кілька людей і установ повернули пожертвування, отримані ними від Епштайна, включаючи колишнього губернатора Нью-Йорка Еліота Спітцера, губернатора Нью-Мексико Білла Річардсона і поліцейське управління Палм-Біч. Гарвардський університет оголосив, що ніяких грошей не поверне. Були також поставлені під сумнів різні благодійні пожертви, які Епштайн зробив на користь навчання дітей.
18 червня 2010 року колишній керівничий Епштайна Альфредо Родрігес був засуджений до 18 місяців позбавлення волі після того, як його засудили за звинуваченням у перешкоджанні передачі поліції і згодом спробі продати журнал, в якому він записував діяльність Епштайна. Спеціальний агент ФБР Крістіна Прайор перевірила матеріал і погодилася, що це була інформація, „яка була б надзвичайно корисна при розслідуванні та судовому переслідуванні у справі, включаючи імена та контактну інформацію речових свідків і додаткових жертв“.

### Позови і процеси
У грудні 2018 року почався цивільний судовий процес адвоката Бредлі Едвардса проти Епштайна. Очікувалося, що судовий процес надасть жертвам першу можливість публічно заявити про свої звинувачення. Втім, справу було вирішено вже в перший день судового розгляду, коли Епштайн вибачився перед Едвардсом; інші умови врегулювання були конфіденційними.
Ще один тривалий судовий процес знаходиться на розгляді у федеральному суді, спрямований на скасування федеральної угоди про визнання вини на тій підставі, що воно порушило права потерпілих. 7 квітня 2015 року суддя Кеннет Марра ухвалив, що звинувачення, висунуті ймовірною жертвою Вірджинією Робертс проти принца Ендрю, не мають відношення до позову передбачуваних жертв, намагаються скасувати угоду Епштайна про визнання провини без звинувачення з федеральним урядом; суддя розпорядився виключити це звинувачення з протоколу. Суддя Марра не виніс рішення щодо того, чи є заяви Робертс правдивими чи ні. Була спроба додати Робертс і ще одну жінку як позивачів до цієї справи. Марра спеціально сказав, що Робертс може пізніше дати свідчення, коли справа дійде до суду.

### Інші цивільні позови
6 лютого 2008 року анонімна жінка з Вірджинії подала цивільний позов на суму $50 млн у федеральний суд проти Епштайна, стверджуючи, що в 2004—2005 роках, коли їй було 16 років, її „завербували, щоб робити Епштайну масаж“. Вона стверджувала, що її відвезли в особняк Епштайна, де він роздягнувся і вступив з нею в сексуальні стосунки, а відразу після цього заплатив їй $200. Аналогічний позов на суму $50 млн був поданий в березні 2008 року іншою жінкою, яку представляв той же адвокат. Ці та декілька інших подібних позовів були відхилені судами. Всі інші позови були врегульовані Епштайном поза судом. Епштайн уклав безліч судових угод з імовірними жертвами, але станом на січень 2015 року деякі справи лишалися відкритими.
Федеральний цивільний позов від 30 грудня 2014 року був поданий у Флориді проти США за порушення Закону про права жертв злочинів у відповідності з угодою Міністерства юстиції з Епштайном 2008 року; позов також звинувачував Алана Дершовіца в сексуальному насильстві над неповнолітньою, яку йому представив Епштайн. Звинувачення проти Дершовіца були відхилені суддею і виключені зі справи, бо він сказав, що вони виходять за межі позову про скасування угоди про визнання вини. У документі, поданому до суду, стверджується, що Епштайн керував „організацією сексуального насильства“ і поставляв неповнолітніх дівчат „відомим американським політикам, впливовим бізнесменам, іноземним президентам, відомому прем'єр-міністру та іншим світовим лідерам“.
Федеральний позов, поданий в Каліфорнії в квітні 2016 року проти Епштайна та Дональда Трампа жінкою з Каліфорнії, яка стверджувала, що відповідачі піддали її сексуальному насильству на серії вечірок в резиденції Епштайна у Мангеттені 1994 року, коли їй було 13 років. Позов був відхилений федеральним суддею в травні 2016 року, оскільки вона не висунула дійсних вимог у відповідності з федеральним законом. Жінка подала ще один федеральний позов в Нью-Йорку в червні 2016 року, але через три місяці він був відкликаний, мабуть, без пред'явлення обвинуваченим. Третій федеральний позов був поданий в Нью-Йорку у вересні 2016 року. Два останніх позови включали в себе письмові показання анонімного свідка, який засвідчив звинувачення у позовах, і анонімна особа заявила, що позивач розповів йому/їй про напади в той час, коли вони відбулися. Позивачка, яка виступала анонімно в якості Джейн Доу, повинна була з'явитися на прес-конференції в Лос-Анджелесі за шість днів до виборів 2016 року, але раптово скасувала захід; її адвокатка Ліза Блум стверджувала, що жінка отримала погрози. Позов був відхилений 4 листопада 2016 року. Адвокат Трампа Алан Гартен категорично заперечував звинувачення, в той час як Епштайн відмовився від коментарів.
В січні 2015 року 31-річна американка Вірджинія Робертс (нині Вірджинія Джуффр) дала під присягою свідчення, що в 17 років Епштайн утримував її як секс-рабиню. Вона також стверджувала, що він передавав її іншим людям, включаючи принца Ендрю та професора Гарварду Алана Дершовіца, і Епштайн та інші піддавали її фізичному та сексуальному насильству. Робертс стверджувала, що ФБР могло бути причетним до приховування злочинів. Вона розповіла, що була секс-рабинею Епштайна з 1999 по 2002 роки і приймала в проституцію інших неповнолітніх дівчат. Принц Ендрю, Епштайн і Дершовіц заперечували, що займалися сексом з Робертс, а Дершовіц подав до суду на неї. Щоденник, що ймовірно належить Робертс, був опублікований в мережі. Епштайн вступив у позасудове врегулювання з Робертс, як він зробив у кількох інших судових процесах.

### Звернення 2019 року
23 лютого 2019 року старший суддя окружного суду США південного округу Флориди Кеннет Марра заявив, що федеральні прокурори порушили закон, не повідомивши потерпілих, перш ніж вони дозволили Епштайна визнати себе винним лише у вчиненні злочину у Флориді. Суддя залишив відкритим питання, яким може бути можливий засіб правового захисту.
11 березня 2019 року Апеляційний суд США з другого округу надав сторонам один тиждень для обґрунтування того, чому зведене судове рішення і матеріали по справі повинні залишатися під печаткою, без чого вони були б роздруковані 19 березня 2019 року.

### Арешт і звинувачення (2019)
6 липня 2019 року Епштайн був заарештований в аеропорті Тетерборо в Нью-Джерсі за звинуваченням у сексуальній торгівлі. Газета The New York Times спочатку неправильно повідомляла, що він був заарештований в Нью-Йорку.
За словами свідків і джерел у день арешту Епштайна, близько десятка агентів ФБР з ордером на обшук змусили відкрити двері в його мангеттенському будинку Герберта Страуса. Обшук виявив докази торгівлі людьми, а також виявив „сотні, а можливо, і тисячі — сексуальних світлин із повністю або частково оголеними жінками“. Деякі світлини були підтверджені як фотографії неповнолітніх. В закритому сейфі були виявлені компакт-диски з власноручними написами, включаючи описи: „Young [Name] + [Name]“, „Misc nudes 1“ і „Girl nude pics“. Там були також виявлені готівка, алмази і прострочений австрійський паспорт 1987 року, на якому була фотографія Епштайна, але на інше ім'я. Паспорт показав його місце проживання як Саудівська Аравія.
Двома днями пізніше прокурори відділу по боротьбі з корупцією Південного округу Нью-Йорка звинуватили Епштайна у секс-торгівлі і змові з метою торгівлі неповнолітніми для сексу. Судові документи стверджують, що принаймні 40 неповнолітніх дівчаток були привезені в особняк Епштайна для сексуальних контактів. Суддя Кеннет Марра в даний час приймає рішення про те, чи має залишатися в силі угода про несудове переслідування, яке захищало Епштайна від більш серйозних звинувачень.

### "Список Епштайна"
19 грудня 2023 року суддя Лоретта Преска розпорядилася розкрити майже тисячу сторінок документів, що посвідчують особу близько 200 людей, які, скоріш за все, користалися з послуг Епштайна. Серед них були експрезиденти США Білл Клінтон та Дональд Трамп, принц Ендрю, герцог Йоркський, засновник Microsoft Білл Гейтс, співак Майкл Джексон, ілюзіоніст Девід Коперфілд, фізик Стівен Гокінг та інші. Доступ до документів був відкритий 3 січня 2024 року. Через великий резонанс, повʼязаний з цією справою, бази даних, що зберігали ці документи, працювали з великими перебоями. В інтернеті цей документ отримав назву "Список Епштайна".

## Особисте життя
1992 року Епштайн познайомився з Гіслейн Максвелл, британською світською левицею і донькою відомого підприємця Роберта Максвелла, яка стала однією з найбільш близьких подруг Джеффрі. Максвелл була замішана в декількох звинуваченнях на адресу Епштайна, бо підозрювалася у придбанні або вербування неповнолітніх дівчат для нього.
Епштайн був близько знайомий з багатьма багатими і знаменитими особистостями. Серед його друзів і знайомих крім Гіслейн Максвелл також були принц Ендрю, інвестор-девелопер і товариш Трампа Томас Баррак,, президенти США Білл Клінтон і Дональд Трамп, диктор і політконсультант Джордж Стефанопулос, журналістка і телеведуча Кеті Курик, Вуді Аллен, колишні прем'єр-міністри Ізраїлю Ехуд Барак і Великої Британії Тоні Блер, викладач права в Гарварді Алан Дершовіц, наслідний принц Саудівської Аравії Мохаммед ібн Салман, мільярдер і магнат у сфері ритейлу Леслі Векснер.
Епштайн володів приватним літаком Boeing 727, названий ним „Лоліта Експрес“ (англ. Lolita Express), і часто подорожував ним, налітаючи до „600 льотних годин на щороку […] зазвичай з гостями на борту“. У вересні 2002 року Епштайн літав до Африки на своєму приватному літаку разом з Клінтоном, Кевіном Спейсі і Крісом Такером. Згідно з польотними записами загалом Клінтон літав на літаку Епштайна 26 разів, принаймні дюжину місць за межами США. Представник Клінтона пізніше заявив, що він скоїв чотири поїздки на літаку Епштайна, роблячи зупинки на кількох континентах, всі зі своїм персоналом і Секретною службою.
У профілі Епштайна в журналі New York у 2002 році колишній лідер Сенатської більшості демократ Джордж Дж. Мітчелл сказав про Епштайна: „Я б назвав його товаришем і прихильником“. У тій же статті Дональд Трамп зазначив: „Я знав Джеффа вже п'ятнадцять років. Приголомшливий хлопець. З ним дуже весело. Навіть кажуть, що він любить красивих жінок так само, як і я, і багатьох з них на більш молодій стороні. Без сумніву — Джеффрі насолоджується громадським життям“. В 2019 році Трамп сказав, що розлучився з Епштайном близько 15 років тому. Епштайн був нібито виключений 1999 року з гольфклубу „Мар-а-Лаго“, що належить Трампу, згідно з судовими документами, поданими адвокатом Бредлі Едвардсом, хоча пізніше Едвардс визнав, що це чутка, а він не може її підтвердити. У 2003 році Леслі Векснер, тоді ще товаришував з Епштайном, дуже схвально відгукувався про нього: „Він дуже розумний і поєднує в собі гострий розум і надзвичайно високі професійні стандарти. Крім того, він залишається найвідданішим другом“. У 2019 році представник Векснера повідомив Forbes, що друг і покровитель Джеффрі „припинив відносини з паном Епштайном більше десяти років тому“. Білл Клінтон похвалив Епштайна як „відданого філантропа“ з „проникливістю і щедрістю“. У той час Епштайн входив до ради Фонду Рокфеллера, був членом Тристоронньої комісії та Ради з міжнародних відносин, а також був великим донором Гарвардського університету.
З 1989 по 2003 роки Епштайн пожертвував понад 139 тис. доларів федеральним кандидатам і комітетам від Демократичної партії і понад 18 тис. доларів — республіканським кандидатам і групам.
У квітні 2003 року журнал New York повідомив, що Епштайн організував званий обід у своїй резиденції в Мангеттені, на вшанування Білла Клінтона, який не з'явився на нього, зате були Дональд Трамп, Сергій Брін та багато інших знаменитостей.

### Статки
Широко поширене переконання, що Джеффрі Епштайн є мільярдером, водночас багато новинарів і підприємців в цьому сумніваються.[джерело?]
Першим ЗМІ, що назвав Епштайна мільярдером, стала газета Daily Mirror, у березні 2001 року опублікувала статтю, присвячену Гіслейн Максвелл. Пізніше Епштайна стали називати мільярдером й інші ЗМІ, включаючи Associated Press, New York Post, New York Daily News, Newsday, Boston Globe Miami Herald. За інформацією журналу New York, 2008 року, коли Епштайн визнав себе винним у Флориді за спонукання до проституції, його адвокати заявили, що він мільярдер з чистою вартістю активів більше одного мільярда доларів.
Ряд джерел поставив під сумнів багатства статус Епштайна як мільярдера. Так, журналісти Forbes ще в 2004—2005 роках вивчали бізнес Епштайна, при цьому два великих підприємця, знайомі з ним особисто, вважали, що Епштайн не є мільярдером. Згідно статті в New York Times, його стан може бути швидше ілюзією, ніж фактом». Епштайн втратив «великі суми грошей» під час фінансової кризи 2008 року, в той час як «друзі і покровителі», включаючи мільярдера Леслі Х. Векснера, «кинули його» після того, як Джеффрі визнав себе винним у сексуальних зв'язках з неповнолітніми того ж 2008 року. Часопис New York стверджував, що «є мізерні докази» «сумлінних фінансових відносин» Епштайна. Forbes опублікував статтю під назвою «Чому сексуальний злочинець Джеффрі Епштайн не є мільярдером». Спенсер Кувін, адвокат трьох передбачуваних жертв Епштайна у справі, в якій Джеффрі визнав себе винним у сексуальній активності з неповнолітніми, заявив, що «він і його команда досліджували всі можливі сторони, щоб з'ясувати стан Епштайна, але виявили, що значна частина його багатства знаходиться в офшорі». Згідно з відомостями компанії «Блумберґ» , «сьогодні про поточний бізнес або клієнтів Епштайна відомо так мало, що єдиною річчю, яка може бути оцінена з упевненістю, це його власність».
Федеральні прокурори 12 липня 2019 року заявили в судових документах, що, ґрунтуючись на записах однієї фінансової установи, Джеффрі Епштайн був «надзвичайно багатим», мав активи на суму не менше $500 млн і заробляв більше $10 млн на рік. Ступінь його багатства, однак, не була відома, бо він не заповнив афідевіт для своєї заяви про заставу.

### Резиденції
Епштайн володів будинком Герберта Н. Страуса на Східній 71-ій вулиці у Верхньому Іст-Сайді Манхеттена в Нью-Йорку. Загальноприйнято, це найбільша приватна резиденція на Манхеттені площею близько 1900 м2, вартістю за різними оцінками, від $56 до $77 млн. Також Епштайну належать будинок в Палм-Біч (Флорида) ($12,4 млн), ранчо «Зорро» площею понад 3000 га в Нью-Мексико ($12 млн), апартаменти в Парижі ($4 млн) і двома віргінськими островами, Літтл-Сейнт-Джеймс ($8 млн) і розташованим поблизу Грейт-Сейнт-Джеймс ($18 млн). На острові Грейт-Сейнт Джеймс Епштайн почав будувати комплекс, що включав амфітеатр і «підводний офіс та басейн», але постав перед труднощами, коли наприкінці 2018 року був виданий наказ про припинення робіт; роботи продовжилися незважаючи на заборону.

### Філантропія
1991 року Епштайн був одним з чотирьох донорів, які пообіцяли залучити $2 млн доларів для руху «Гілель» для будівництва студентського корпусу Rosovsky Hall в Гарварді. 2000 року Епштайн заснував фонд Jeffrey Epstein VI Foundation, який фінансує наукові дослідження та навчання. До 2003 року фонд головним чином фінансував дослідження біолога Мартина Новака з Інституту перспективних досліджень у Принстоні (Нью-Джерсі). У травні 2003 року Епштайн зробив серію пожертвувань на загальну суму $30 млн на роботи по створенню програм математичної біології та еволюційної динаміки, якими керував Мартін Новак, який перейшов до Гарварда. За даними Boston Globe, всього Епштайн витратив на фінансування наукових досліджень $6,5 млн.
Справжні розміри філантропії Епштайна невідомі. Заснований ним фонд не розкриває інформацію, яку зазвичай надають інші подібні організації. Було висловлено стурбованість з приводу відсутності прозорості, і 2015 року генеральний прокурор Нью-Йорка намагався отримати інформацію.
Деякі факти про наукове спонсорство Епштайна можуть бути сфабриковані підробленими новинами. Наприклад, 2019 року Forbes видалив зі свого сайту статтю 2013 року після того, як з'ясувалося, що за її написання Дрю Гендріксу заплатили $600.

### Смерть
10 серпня 2019 року Джефрі Епштайн був знайдений мертвим у своїй камері попереднього ув'язнення. За офіційними повідомленнями, причиною смерті є самогубство.